# Screaming Life
Screaming Life – pierwszy minialbum amerykańskiej grupy grungeowej Soundgarden. Wydany został w październiku 1987 r. przez wytwórnie Sub Pop. Producentem albumu był Jack Endino. "Screaming Life" jest pierwszym oficjalnym wydawnictwem zespołu. W 1990 roku został wydany wspólnie z albumem "Fopp" (1988) jako kompilacja. Album promował singel Hunted Down.

## Nagranie
Sesja nagraniowa miała miejsce w 1987 roku, w Reciprocal Studios w Seattle. Producentem płyty był Jack Endino, współpracujący później z Nirvaną i Mudhoney.

## Muzyka i teksty
Perkusista zespołu, Matt Cameron określił brzmienie płyty jako "bardzo surowe". Singlowy "Hunted Down" jest uznawany za idealnego reprezentanta wczesnego grunge, opierającego się na "brudnych" partiach gitarowych, szybkim, punkowym tempie, a także tekstowi, koncentrującemu się na wewnętrznych problemach i ucieczce. W utworze "Nothing to Say", Kim Thayil zestroił gitarę niżej, do drop D, co stało się znakiem firmowym Soundgarden na późniejszych albumach. W jednym z wywiadów, Thayil stwierdził iż ów strój zaprezentował mu Buzz Osborne, lider zespołu The Melvins.
Oryginalna wersja utworu "Tears to forget" znajduje się na kompilacji Deep Six, wydanej w 1985 roku przez C/Z Records. Wówczas partie perkusyjne, zagrał pierwszy bębniarz Soundgarden, Scott Sundquist, jednak po dołączeniu do zespołu Matta Camerona w 1986 roku, zespół nagrał utwór ponownie i tą wersje umieścił na Screaming Life. 
Jakiś czas przed rozpoczęciem sesji nagraniowej, Endino znalazł w garażu stare rolki taśmy nagraniowej, która zawierała kazania pewnego kaznodziei, głoszącego chrześcijańskie fakty na początku 1950 roku. Wokalista Chris Cornell, wpadł na pomysł, aby owe kazania umieścić w utworze "Hand of God". Nagranie zostało zsynchronizowane z piosenką, zaś Chris Cornell układał swoje linie wokalne na wzór sarkastycznego kaznodziei.

## Wydanie i odbiór
Cornell stwierdził, iż płyta zebrała pozytywne recenzje; "Wszystkim wokół album się podobał". Wydanie albumu poprzedził singel "Hunted Down", wydany na pomarańczowym winylu wraz z b-sidem "Nothing to Say". Piosenka pojawiła się na kompilacji KCMU, która była rozprowadzana do wytwórni płytowych. Po wysłuchaniu utworów, wytwórnie zaczęły kontaktować się z zespołem, który ostatecznie podpisał umowę z A&M Records w 1988 roku.

## Opakowanie
Okładka albumu przedstawia fotografie Chrisa Cornella, a także Kima Thayila (w tle) na scenie, podczas koncertu. Autorem fotografii jest Charles Peterson. Okładka była pomysłem wytwórni, która chciała wykorzystać wizerunek "pół nagiego" Cornella. Pierwsze 500 kopii, zostało wydanych na pomarańczowym winylu, zaś następne, na standardowym, czarnym.  

## Lista utworów
| Nr. |  | Tytuł             | Tekst         | Muzyka                    | Długość |
| --- |  | ----------------- | ------------- | ------------------------- | ------- |
| 1.  |  | "Hunted Down"     | Chris Cornell | Kim Thayil                | 2:42    |
| 2.  |  | "Entering"        | Hiro Yamamoto | Kim Thayil                | 4:36    |
| 3.  |  | "Tears to forget" | Hiro Yamamoto | Kim Thayil, Hiro Yamamoto | 2:00    |
| 4.  |  | "Nothing to Say"  | Chris Cornell | Kim Thayil                | 4:31    |
| 5.  |  | "Little Joe"      | Chris Cornell | Kim Thayil                | 4:31    |
| 6.  |  | "Hand of God"     | Chris Cornell | Kim Thayil                | 4:27    |

## Odrzuty
Utwór "Toy Box" został nagrany podczas sesji do albumu, jednak członkowie zespołu postanowili nie umieszczać go na płycie. Ostatecznie został wydany tylko na singlu Flower, promującym pierwszy pełnometrażowy album zespołu, Ultramega OK.

## Twórcy
Soundgarden
- Chris Cornell – śpiew, gitara elektryczna rytmiczna (utwory 5 i 6)
- Kim Thayil – gitara elektryczna prowadząca
- Hiro Yamamoto – gitara basowa, chórki
- Matt Cameron – perkusja

Produkcja
- Jack Endino – producent, inżynier dźwięku
- Charles Peterson – zdjęcia
- Soundgarden – produkcja